# 458
Évszázadok: 4. század – 5. század – 6. század
Évtizedek: 400-as évek – 410-es évek – 420-as évek – 430-as évek – 440-es évek – 450-es évek – 460-as évek – 470-es évek – 480-as évek – 490-es évek – 500-as évek
Évek: 453 – 454 – 455 – 456 –  457 – 458 – 459 – 460 – 461 – 462 – 463

## Események

### Nyugat- és Keletrómai Birodalom
- I. Leo és Maiorianus császárokat választják consulnak.
- Maiorianus nyugatrómai császár flottát épít és barbár zsoldosokkal erősíti meg a hadsereget.
- Vandál csapat száll partra Campaniában és kifosztják a környező városokat. Maiorianus maga vezetve hadseregét legyőzi őket és megöli a vezérüket.
- Az év második felében Maiorianus bevonul Galliába és az arelatei csatában döntő győzelmet arat a vizigótok felett. A vizigótoknak fel kell adniuk hispaniai hódításaikat és a dél-galliai Septimaniát és Ravenna vazallusaivá (foederati) válnak. Télen a segítségükkel Maiorianus legyőzi a Rhône völgyében élő burgundokat.
- Meghal Merovech, a száli frankok királya. Utóda fia, I. Childerich.
- Súlyos földrengés dönti romba Antiochiát, amelyben állítólag 80 ezren vesztik életüket.
- I. Vahtang, a kaukázusi Ibéria királya megalapítja Tbiliszit.
- A száműzött Dioscorus hívei meggyilkolják Anatolius konstantinápolyi pátriárkát. Utóda I. Gennadius.

### Korea
- Meghal Nuldzsi, Silla királya. Utóda legidősebb fia, Csabi.

## Születések
- Damaszkiosz, neoplatonista filozófus

## Halálozások
- Merovech, frank király
- Nuldzsi, sillai király
- Anatolius, konstantinápolyi pátriárka

## Fordítás
- Ez a szócikk részben vagy egészben  a(z)   458 című angol Wikipédia-szócikk ezen változatának fordításán alapul.  Az eredeti cikk szerkesztőit annak laptörténete sorolja fel. Ez a jelzés csupán a megfogalmazás eredetét és a szerzői jogokat jelzi, nem szolgál a cikkben szereplő információk forrásmegjelöléseként.